# Didemnum studeri
Didemnum studeri är en sjöpungsart som beskrevs av Hartmeyer 1911. Didemnum studeri ingår i släktet Didemnum och familjen Didemnidae.
Artens utbredningsområde är Södra Ishavet. Inga underarter finns listade i Catalogue of Life.